# 하정민
하정민(1989년 1월 11일 ~ )은 대한민국의 배우이다.

## 출연 작품

### 영화
- 《소년들》 (2023년) - 여자 학부형 역
- 《비상선언》 (2022년) - 신혼 부부 역
- 《나쁜 이모》 (2021년) - 수영 역
- 《타인의 삶》 (2021년) - 민주 역
- 《딩크족》 (2021년) - 아내 역
- 《더블패티》 (2021년) - 지민정 역
- 《큰엄마의 미친 봉고》 (2021년) - 유효정 역
- 《우리가 꽃들이라면》 (2020년) - 윤수 역
- 《무기들의 시간》 (2019년) - 참슬 역
- 《니나 내나》 (2019년) - 카운터직원 역
- 《보희와 녹양》 (2019년) - 간호사 역
- 《누가 소현씨를 울렸나》 (2018년) - 은정 역
- 《수혈》 (2018년) - 민경 역
- 《아무것도》 (2017년) - 아내 역

### 드라마
- 《며느라기》 (2020년, 웹드라마)
- 《전생에 무슨 죄를 지었길래》 (2019년, 웹드라마) - 유정현 역
- 《플레이보나》 (2019년, 웹드라마)
- 《아림군아림장》 (2018년, 웹드라마)
- 《껌은 누가 뱉었나》 (2018년, 웹드라마)
- 《마술학교》 (2017년, JTBC)

### 뮤직비디오
- 푸디토리움 - Paradise
- 오은영 - 바람이 불어 그 곳을 본다

## 음반
- 《플레이보나 OST》 (2019년)